# Неалкогольная жировая болезнь печени
Неалкогольная жировая болезнь печени (НЖБП или НАЖБП) — частный случай стеатогепатоза, возникающего у людей, не злоупотребляющих алкоголем. Он связан с инсулинорезистентностью и метаболическим синдромом. Лечение включает в себя снижение веса, приём сахароснижающих препаратов (метформин, тиазолидиндионы). Неалкогольный стеатогепатит — наиболее тяжёлая форма НЖБП, приводящая к циррозу печени.
По результатам Всероссийского эпидемиологического исследования распространённости неалкогольной жировой болезни печени, которое проводилось в 16 городах РФ в 2013—2014 годах, и в котором приняли участие более 50 тысяч пациентов, неалкогольная жировая болезнь печени (НАЖБП) выявлена у 37,3 % россиян.

## Лечение
В 2024 г. ФДА был одобрен препарат ресметиром, поступивший в продажу (пока только в США) под торговой маркой Рездиффра (Rezdiffra).
Ресметиром повышает способность печени реагировать на гормоны щитовидной железы, что, в свою очередь, стимулирует метаболизм жирных кислот в органе. В ходе  клинического исследования, длившегося год, было обнаружено, что препарат уменьшает воспаление и накопление жира у трети участников, а также ослаблял фиброз печени у четверти пациентов.